# New Scientist
New Scientist — еженедельный научно-популярный журнал на английском языке, выпускающийся с 1956 года. С 1996 года также функционирует в Интернете. С 2021 года принадлежит медиахолдингу Daily Mail and General Trust. Редакция журнала располагается в Лондоне и Нью-Йорке.
В отличие от таких журналов, как Science или Nature, New Scientist также публикует статьи, не прошедшие рецензирование. Содержание журнала варьируется от текущих исследований и новостей науки до спекуляций на технические и философские темы.